# Brachinus bodemeyeri
Brachinus bodemeyeri – gatunek chrząszcza z rodziny biegaczowatych i podrodziny Brachininae. Rozmieszczony jest w krainie palearktycznej od Półwyspu Iberyjskiego i Maroka po Azję Środkową.
Gatunek ten opisany został po raz pierwszy w 1904 roku przez Viktora Apfelbecka.
Chrząszcz o ciele długości od 6,5 do 7,5 mm. Głowa, czułki i sercowate przedplecze są rdzawoczerwone. Barwa głaszczków jest żółtoczerwona. Pokrywy są bardziej wydłużone niż u strzela bombardiera, nieco spłaszczone, o lekko zaokrąglonych bokach i wystających kątach barkowych. Ubarwienie mają matowe, metalicznie zielone, zielononiebieskie lub niebieskie, jednolite, co najwyżej ze szwem za tarczką wąsko zardzawionym. Powierzchnia pokryw jest gęsto i bardzo delikatnie punktowana oraz porośnięta przylegającymi, delikatnymi włoskami. Rzędy są wyraźnie widoczne, płytkie, a międzyrzędy niewyniesione. Błoniaste obrzeżenie wierzchołkowej krawędzi pokryw jest  zaopatrzone w bardzo drobne i bardzo delikatne włoski; brak na nim długich szczecinek. Przedpiersie i śródpiersie ma kolor rdzawy, natomiast zapiersie jest w części za środkową parą bioder ciemne. Odnóża są pomarańczowe. U samca stopy przedniej pary mają trzy człony nieco rozszerzone. Spód odwłoka jest rdzawoczerwony, czasem z przyciemnionymi bokami sternitów. U samca pośrodku tylnej krawędzi siódmego sternitu znajduje się głębokie wycięcie.
Owad palearktyczny. W Europie znany jest z Portugalii, Hiszpanii, Francji, Ukrainy, Albanii, Grecji oraz europejskich części południowej Rosji i Turcji. W Azji podawany jest z anatolijskiej części Turcji, Syrii, Gruzji, Armenii, Azerbejdżanu, Turkmenistanu, Uzbekistanu, Tadżykistanu, Kirgistanu, Iraku i Iranu. W Afryce Północnej stwierdzony jest z Maroka i Algierii.